# Smal nunneört
Smal nunneört (Corydalis angustifolia) är en vallmoväxtart som först beskrevs av Friedrich August Marschall von Bieberstein, och fick sitt nu gällande namn av Dc.. Enligt Catalogue of Life ingår Smal nunneört i släktet nunneörter och familjen vallmoväxter, men enligt Dyntaxa är tillhörigheten istället släktet nunneörter och familjen vallmoväxter. Arten förekommer tillfälligt i Sverige, men reproducerar sig inte. Inga underarter finns listade i Catalogue of Life.